# Batbabe
Pour plus de détails, voir Fiche technique et Distribution.
Batbabe est un film américain réalisé par John Bacchus et sorti en 2009. Batbabe est une parodie érotique de Batman.

## Synopsis
Le jour, Wendy (Darian Caine) est danseuse, le soir, elle se transforme en Bat Babe, une justicière voluptueuse qui mord à pleine dents la criminalité et encore plus chaudement les femmes coquines qui passent par hasard sur son chemin.

## Fiche technique
- Titre complet : Batbabe: The Dark Nightie
- Réalisateur : John Bacchus
- Scénario : John Bacchus et Michael Raso
- Société : Seduction Cinema, Pick Two Productions
- Format : Couleurs
- Langue : Anglais
- Pays :  États-Unis
- Durée : 2 h 33
- Date de sortie : 24 février 2009 aux États-Unis

## Distribution
- Darian Caine : Wendy Wane / BatBabe
- Robert Mandara : le Joker
- Molly Heartbreaker : Henrietta Bent
- Jackie Stevens : Rachel Balls
- Clancy Fitzsimmons : commissaire Boredom
- Ruby Larocca
- Violetta
- Sativa Verte
- Kerri Taylor
- Andrea Jaxx
- Sierra Dream
- Timmy Mack
- John Paul Fedele
- Smoke Williams
- Tom Thatcher